# La Bastide-de-Bousignac
La Bastide-de-Bousignac (okzitanisch La Bastida de Bosinhac) ist eine französische Gemeinde mit 336 Einwohnern (Stand 1. Januar 2022) im Département Ariège in der Region Okzitanien. Sie gehört zum Arrondissement Pamiers und zum Kanton Mirepoix. 
Sie liegt am Flüsschen Countirou und grenzt im Nordwesten an Besset, im Norden an Mirepoix, im Nordosten an Roumengoux, im Osten an Lagarde, im Südosten an Saint-Quentin-la-Tour, im Süden an Troye-d’Ariège, im Südwesten an Saint-Julien-de-Gras-Capou und im Westen an Dun.

## Bevölkerungsentwicklung

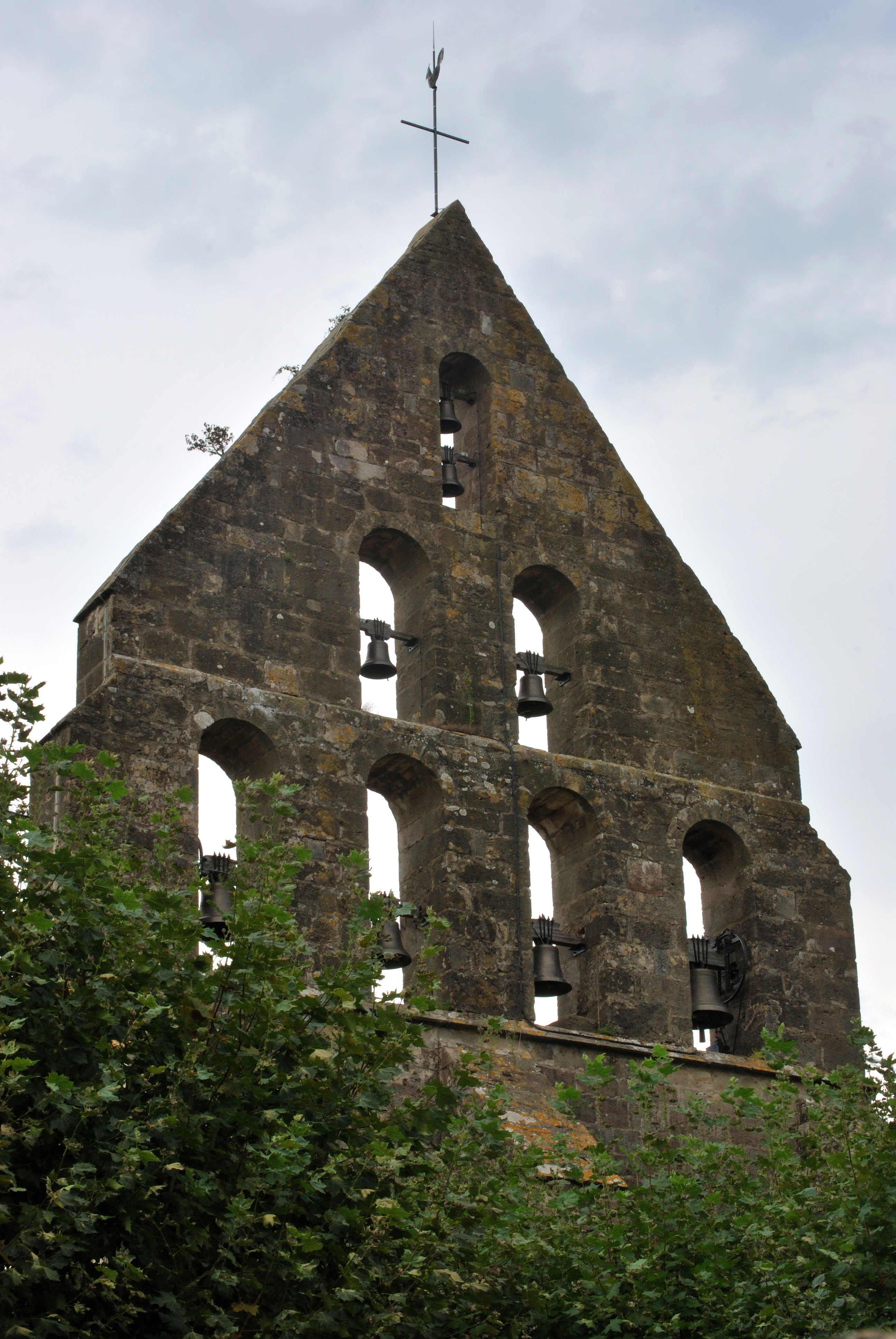
Glockenturm der Kirche Saint-André, Monument historique seit 1964.

| Jahr      | 1962 | 1968 | 1975 | 1982 | 1990 | 1999 | 2008 | 2015 |
| --------- | ---- | ---- | ---- | ---- | ---- | ---- | ---- | ---- |
| Einwohner | 276  | 251  | 248  | 296  | 311  | 327  | 333  | 335  |